# Friedrich von Friedeburg (General, 1866)

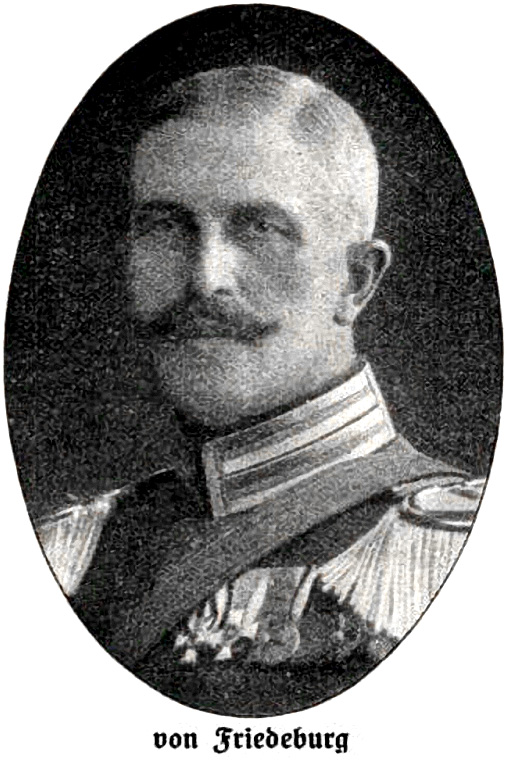
Friedrich von Friedeburg

Friedrich von Friedeburg (* 5. März 1866 in Freiburg im Breisgau; † 27. April 1933 in Berlin) war ein preußischer Generalleutnant im Ersten Weltkrieg sowie Autor.

## Leben

### Herkunft
Friedrich war der Sohn des gleichnamigen preußischen Generalmajors Friedrich von Friedeburg (1836–1888) und dessen Ehefrau Marie, geborene Walz (* 1842).

### Militärkarriere

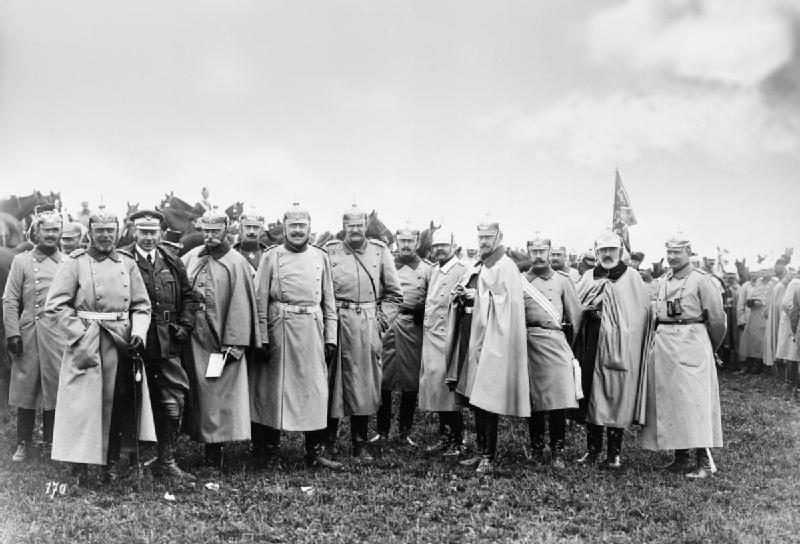
Friedrich von Friedeburg (achter von links) beim Kaisermanöver 1905

Friedeburg trat am 21. September 1883 als Fahnenjunker in das 1. Garde-Regiment zu Fuß der Preußischen Armee ein, wurde dort am 15. April 1884 zum Fähnrich ernannt und am 14. Februar 1885 zum Sekondeleutnant befördert. Vom 1. November 1890 bis 25. März 1893 war Friedeburg Adjutant des Lehr-Infanterie-Bataillons und stieg anschließend zum Regimentsadjutanten auf. In dieser Stellung wurde er am 3. Juni 1893 zum Premierleutnant befördert und ab 1. April 1896 zum Großen Generalstab kommandiert. Am 14. April 1897 folgte seine Versetzung in dessen Nebenetat. Als Hauptmann (seit 18. November 1897) wurde Friedeburg jeweils für ein Jahr zunächst in den Generalstab des Gardekorps, dann wieder in den Großen Generalstab versetzt, ehe er am 14. September 1900 als Chef eine Kompanie in seinem Stammregiment übernahm. Diesen Posten gab Friedeburg am 10. April 1902 ab und wurde anschließend zum diensttuenden Flügeladjutanten von Wilhelm II. ernannt. Gleichzeitig war er ab 18. August 1902 bis 29. März 1911 auch Mitglied der General-Ordens-Kommission. Nachdem Friedeburg am 24. Dezember 1902 zum Major befördert worden war, erhielt er am 27. Januar 1905 das Kommando über die Schloßgarde-Kompanie. Nach sechsjähriger Dienstzeit wurde er am 20. März 1911 zum Kommandeur des 1. Garde-Regiments zu Fuß ernannt, in dem er seinerzeit seine Militärlaufbahn begonnen hatte. Kurz darauf folgte am 21. April 1911 seine Beförderung zum Oberst. Als Regimentskommandeur wurde Friedeburg am 22. April 1914 General à la suite des Kaisers und Königs von Preußen gestellt und am 2. Mai 1914 zum Generalmajor befördert.
Mit Ausbruch des Ersten Weltkriegs gab Friedeburg das Kommando über das Regiment an seinen Nachfolger Eitel Friedrich Prinz von Preußen ab und wurde Kommandeur der 6. Garde-Infanterie-Brigade. Mit seiner Brigade marschierte er im Verbund mit der 3. Garde-Division in das neutrale Belgien ein und beteiligte sich hier an den Kämpfen um Namur, die schließlich am 25. August 1914 zur Eroberung der Stadt und Festung führte. Anschließend wurde der Großverband an die Ostfront abtransportiert, kämpfte dort bei der Schlacht an den Masurischen Seen und nahm dann anschließend am südpolnischen Feldzug teil. Dabei konnte er sich am 16. Oktober 1914 durch die Eroberung des Dorfes Brzeźnica (Kleinpolen) besonders auszeichnen. In der Folgezeit beteiligte sich die Brigade am nord-westpolnischen Feldzug und konnte sich während der Schlacht um Łódź, nachdem sie dort von Russischen Truppen eingekesselt worden war, aus der Umklammerung befreien und die Front am 23./24. November 1914 durchbrechen. Im Januar 1915 wurde die verstärkte Brigade dann mit dem Stab der 3. Garde-Division nach Ungarn verlegt und kämpfte von dort aus an der Karpathenfront. Unter Beibehaltung seines Kommandos als Brigadekommandeur wurde Friedeburg dort ab 17. Februar 1915 mit der Führung der Division beauftragt. Nach langen Kämpfen gelang schließlich am 9. April 1915 die Erstürmung des Zwinin II, wofür Friedeburg mit dem Komturkreuz des Königlichen Hausordens von Hohenzollern mit Schwertern ausgezeichnet wurde.
Anschließend setzten sich die Kämpfe in der galizischen Ebene mit zum Teil schweren Verlusten fort. Nach vierzehntägiger Schlacht bei Stryj wurde am 31. Mai 1915 die russische Front durchbrochen und die Stadt besetzt. Dabei wurden 5000 Gefangene eingebracht und acht Geschütze erbeutet. In der folgenden Schlacht am Dnjestr wurde der Übergang bei Zurawno über den Fluss erkämpft und das nördliche Ufer erobert. Friedeburgs Truppen mussten dann aber den Rückzug antreten, da die Südarmee die notwendigen Reserven nicht rechtzeitig zur Verfügung stellen konnte. Friedeburg gab Ende Juni 1915 die Führung der Division ab, verblieb aber weiterhin als Kommandeur der 6. Garde-Infanterie-Brigade. Mit ihr überschritt er ein zweites Mal den Dnjestr, drang bis an die Zlota Lipa vor und ging hier in den Stellungskrieg über.
Am 1. August 1915 wurde Friedeburg zum Kommandeur der 1. Garde-Infanterie-Brigade ernannt, mit der er bei der 1. Garde-Division nach den Kämpfen bei Biskupice den geschlagenen Feind bis zum Bug verfolgte. Von dort wurde die Brigade dann Ende September 1915 an die Westfront verlegt und unmittelbar in die Herbstschlacht bei La Bassée und Arras geworfen. Nach den Abwehrerfolgen verblieb die Brigade hier noch kurzzeitig und kam dann in die Gegend von Roye in weitere Stellungskämpfe. Dort wurde Friedeburg am 12. Mai 1916 zum Kommandeur der 2. Garde-Division ernannt, die zu diesem Zeitpunkt im selben Frontabschnitt lag. Mit ihr beteiligte er sich dann ab Anfang August 1916 an der Schlacht an der Somme, bis der Großverband Mitte September aufgrund von Verlusten und Erschöpfung aus der Front gezogen wurde. Vom 5. November bis zum Abbruch der Schlacht durch die Alliierten trat die Division dann nochmals in die Kämpfe ein. Sie verblieb anschließend in ihren Stellungen und trat im Frühjahr 1917 den Rückzug in die Siegfriegstellung an. Von Mitte April bis Ende Mai 1917 befehligte Friedeburg seine Division in der Schlacht an der Aisne und anschließend in den Stellungskämpfen in den Argonnen. Anfang Juli kam Friedeburgs Division dann in den Osten, wo am 19. Juli 1917 in Ostgalizien die russischen Stellungen bei Harbuzow durchbrochen werden konnten. Sie blieb bis Anfang August im wieder einsetzenden Stellungskrieg am Sereth und kam dann nach Norden zur 8. Armee. Vom 1. bis 5. September 1917 beteiligte sie sich an der Schlacht um Riga und konnte dabei den östlich der Düna gelegenen Teil der Stadt erobern. Anschließend wurde Friedeburgs Division wieder in den Westen zurückverlegt, kämpfte hier am Chemin des Dames, bei Chavignon, dann bei der Armeeabteilung C auf den Maashöhen bei St. Mihiel und später bei der Armeeabteilung A sowie der 19. Armee in Lothringen. Dort wurde Friedeburg am 25. Februar 1918 zum Generalleutnant befördert.
Im März kam er zur 17. Armee. Seine Division nahm am 28. März 1918 ohne Erfolg am Angriff an der Scarpe teil. Dann kämpfte sie im Mai/Juni in der Schlacht bei Soissons und ab 15. Juni 1918 in der Offensive der deutschen Truppen an der Marne. Hier gelang es zunächst feindliche Stellungen einzunehmen und dabei über 1000 Gefangene einzubringen sowie vier Batterien und eine große Anzahl an Maschinengewehren und Minenwerfern zu erbeuten. Dann musste sich Friedeburg von der Offensive in der Defensive einrichten. Es folgten Abwehrkämpfe zwischen Soissons und Reims sowie zwischen Marne und Vesle. Nach weiteren Stellungskämpfen konnten während der Schlacht bei Albert-Péronne bei der 2. Armee im Divisionsabschnitt ein weiteres Mal überlegene feindliche Kräfte abgewehrt werden. Für diese Leistungen erhielt Friedeburg am 20. September 1918 die höchste preußische Tapferkeitsauszeichnung, den Orden Pour le Mérite. 
Nach Kämpfen zwischen Cambrai und St. Quentin kam die Division Mitte Oktober 1918 nach Flandern zur 4. Armee und beteiligte sich dort an den Rückzugskämpfen. Am 4. November 1918 wurde Friedeburgs Division aus der Front gezogen und sollte nach Deutschland verlegt werden, um in Berlin mit anderen loyalen Truppen die dortigen Aufstände niederzuschlagen.
Mit dem Waffenstillstand von Compiègne wurde die Division in Köln angehalten und nach Schlesien weitergeleitet, um im Grenzschutz Ost Verwendung zu finden. Friedeburg gab hier am 24. Juni 1919 sein Kommando ab und wurde Leiter der Abwicklungsstelle des VI. Armee-Korps. Nach Erfüllung dieser Aufgabe wurde Friedeburg am 14. März 1920 zu den Offizieren von der Armee versetzt und infolge der Heeresverminderung am 27. März 1920 aus dem aktiven Militärdienst entlassen.
Im Ruhestand betätigte er sich als Autor und verfasste u. a. eine Chronik über das 1. Garde-Regiment zu Fuß.

### Familie
Friedeburg hatte sich am 2. November 1897 in Banteln mit Willy von Wenckstern (* 1873) verheiratet. Aus der Ehe gingen die Kinder Lina (* 1898), Friedrich (* 1900), Ilse (* 1901), Wilhelm (* 1904) und Rosemarie (* 1910) hervor.

## Auszeichnungen
- Roter Adlerorden III. Klasse mit der Schleife und Krone[2]
- Kronenorden II. Klasse[2]
- Ehrenkreuz II. Klasse des Fürstlichen Hausordens von Hohenzollern[2]
- Ritterkreuz des Ordens Berthold des Ersten[2]
- Komtur II. Klasse des Ordens vom Zähringer Löwen[2]
- Ritter des Verdienstordens vom Heiligen Michael[2]
- Bayerischer Militärverdienstorden III. Klasse[2]
- Kommandeur II. Klasse des Ordens Heinrichs des Löwen[2]
- Komtur II. Klasse des Großherzoglich Hessischen Philippsordens[2]
- Ritter des Ordens der Wendischen Krone[2]
- Komtur des Greifenordens[2]
- Ehrenoffizierskreuz des Oldenburgischen Haus- und Verdienstordens des Herzogs Peter Friedrich Ludwig[2]
- Offizier des Albrechts-Ordens[2]
- Komtur des Ordens vom Weißen Falken[2]
- Komtur II. Klasse des Herzoglich Sachsen-Ernestinischen Hausordens[2]
- Herzog-Ernst-Medaille[2]
- Ehrenkreuz II. Klasse des Lippischen Hausordens[2]
- Kommandeur II. Klasse des Friedrichs-Ordens[2]
- Großoffizier des Bulgarischen Militär-Verdienstordens[2]
- Kommandeur des Erlöser-Ordens[2]
- Komtur des Ritterordens der Hl. Mauritius und Lazarus[2]
- Kommandeur des Ordens der Krone von Italien[2]
- Kommandeur des Ordens des Heiligen Karl[2]
- Kommandeur des Hausordens von Oranien[2]
- Orden der Eisernen Krone II. Klasse[2]
- Komtur mit Stern des Franz-Joseph-Ordens[2]
- Kommandeur des Sonnen- und Löwenordens[2]
- Kommandeur des Ordens unserer lieben Frau von Vila Viçosa[2]
- Großoffizier des Ordens der Krone von Rumänien[2]
- Russischer Orden der Heiligen Anna II. Klasse mit Brillanten[2]
- Kommandeur II. Klasse des Schwertordens[2]
- Ritter des Takovo-Ordens[2]
- Spanischer Militär-Verdienstorden II. Klasse[2]